# 小弁
小弁（こべん、正体字：小辨、生没年不詳）は、平安時代後期の女流歌人。祐子内親王家小弁（ゆうしないしんのうけのこべん）・一宮小弁（いちのみやのこべん）・宮の小弁（みやのこべん）とも呼ばれる。祐子内親王家紀伊の母。
藤原南家巨勢麻呂流の正五位下越前守藤原懐尹の娘で、母は越前守源致書女という。後朱雀天皇の皇女祐子内親王（高倉一宮）に仕えた。
長元5年（1032年）の上東門院菊合、長久2年（1041年）の源大納言家歌合、永承4年（1049年）の六条斎院歌合、永承5年（1050年）の祐子内親王家歌合などの歌合に出詠し、また物語『岩垣沼の中将』（いわがきぬまのちゅうじょう、通称「岩垣沼」）を著して天喜3年（1055年）の六条斎院五月三日物語歌合に詠進しているが、散逸して伝わらない。
家集もあったが、やはり散逸して伝わらない。『後拾遺和歌集』以降の勅撰和歌集に47首入集している。また源経信から歌を贈られたことがある。
娘の祐子内親王家紀伊の父親については、散位平経重とも、あるいは従五位上民部大輔平経方とも伝わり、またこの両者を同一人物とする見方もあるが、定説はない。
代表作
- 山桜心のままにたづねきてかへさぞ道のほどは知らるる（『後拾遺和歌集』91）
- ひきすつる岩垣沼のあやめ草おもひしらずも今日にあふかな（『後拾遺和歌集』875）
- さ夜ふけて衣うつなり我ならでまだ寝ぬ人はあらじと思ふに（『玉葉和歌集』757）